# Mallophora antiqua
Mallophora antiqua är en tvåvingeart som beskrevs av Walker 1855. Mallophora antiqua ingår i släktet Mallophora och familjen rovflugor. Inga underarter finns listade i Catalogue of Life.